# Thierry Fabre

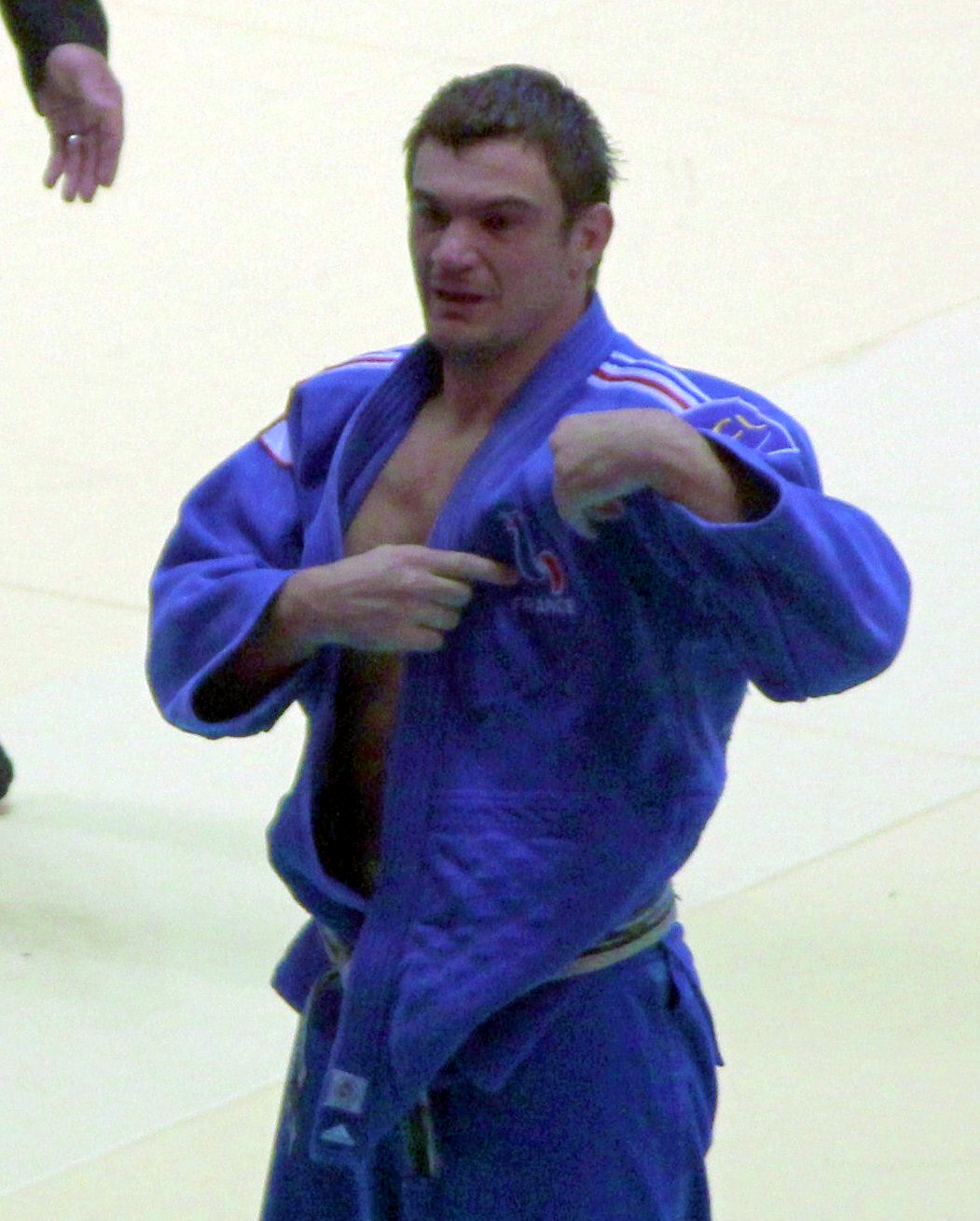
Thierry Fabre bei den Weltmeisterschaften 2010

Thierry Fabre (* 5. März 1982 in Montpellier) ist ein ehemaliger französischer Judoka. Er war Weltmeisterschaftsdritter 2010.

## Sportliche Karriere
Der 1,84 m große Fabre kämpfte bis 2005 im Mittelgewicht, der Gewichtsklasse bis 90 Kilogramm. 2000 war er Siebter bei den Juniorenweltmeisterschaften. 2004 gewann Fabre die U23-Europameisterschaften. Ende 2005 wechselte er ins Halbschwergewicht, die Gewichtsklasse bis 100 Kilogramm. Ende 2006 gewann Fabre die Silbermedaille bei den Weltmeisterschaften der Studierenden. Anfang 2007 gewann er seinen ersten französischen Meistertitel vor Maxime Clement. Bei der Sommer-Universiade 2007 gewann er Silber im Mannschaftswettbewerb.
2010 gewann Fabre in Kairo sein einziges Weltcupturnier. Bei den Weltmeisterschaften 2010 in Tokio unterlag er im Viertelfinale dem Japaner Takamasa Anai. Mit einem Sieg in der Hoffnungsrunde gegen den Aserbaidschaner Elmar Qasımov erreichte Fabre den Kampf um Bronze, den er gegen den Mongolen Naidangiin Tüwschinbajar gewann. 2011 gewann Fabre eine Bronzemedaille bei den Militärweltspielen in Rio de Janeiro. Bei den Weltmeisterschaften 2011 schied Fabre im Achtelfinale gegen den Kasachen Maxim Rakow aus. Ende 2011 gewann Fabre seinen zweiten französischen Meistertitel vor Cyrille Maret. Im April 2012 schied Fabre bei den Europameisterschaften in Tscheljabinsk in seinem Auftaktkampf gegen Elmar Qasımov aus. Bei den Olympischen Spielen 2012 in London gewann Fabre seinen ersten Kampf gegen den Ägypter Ramadan Darwish und schied in der zweiten Runde gegen Naidangiin Tüwschinbajar aus.